# Larry Holmes
Larry Holmes est un boxeur américain né le 3 novembre 1949 à Cuthbert, Géorgie. Il a été champion du monde des poids lourds de 1978 à 1985. Il détient le troisième plus long règne en tant que champion du monde poids lourds (7 ans et 2 mois) derrière Joe Louis et Wladimir Klitschko.

## Carrière sportive

### Amateur
Larry Holmes se lance dans la boxe à l'âge de 19 ans. Après 21 combats amateurs, il tente de se qualifier aux Jeux olympiques de 1972 à Munich, mais échoue face à Duane Bobick, il est disqualifié pour accrochages répétés.

### Débuts professionnels
Il combat pour la première fois en professionnel le 21 mars 1973. En début de carrière, il est le sparring-partner de plusieurs sommités de la boxe, parmi lesquels Mohamed Ali (accompagnant même ce dernier au Zaïre pour le match contre George Foreman), Joe Frazier, Jimmy Young ou Earnie Shavers.

#### Holmes contre Shavers I
5 ans après ses débuts professionnels, après 26 victoires consécutives, il affronte justement Earnie Shavers le 25 mars 1978. Le vainqueur de ce match affrontera le tenant du titre WBC dont Leon Spinks vient d'être déchu, désormais détenu par Ken Norton. Le match sera à sens unique, Holmes va dominer son adversaire, deux juges donneront tous les rounds à Holmes, le troisième juge lui en accordant 11 sur 12.

### Champion du monde WBC

#### Holmes contre Norton
Larry Holmes affronte Ken Norton le 9 juin 1978 au Caesar Palace de Las Vegas. Plus jeune et avec une meilleure allonge, Holmes se présente de surcroît à moins de 95 kilos, son poids le plus bas depuis janvier 1977. Néanmoins, 4 jours avant le match, il se fait une élongation à l'épaule. Holmes remporte la majorité des rounds de la première partie du combat, Norton étant actif de manière très sporadique. À partir du 8e round, Norton réagit, répondant aux jabs d'Holmes par des puissants crochets, le touchant sévèrement en fin de 11e round. Holmes réagit à son tour, et au 13e round, Norton encaisse un nombre considérable de coups. Norton pourtant revient à nouveau dans le match et remporte le 14e round. La 15e et dernière reprise, considérée comme l'une des meilleures fins de combat de tous les temps, devant un public debout et surexcité, sera particulièrement violente. La décision est partagée, les 3 juges donnant un point d'écart entre les deux combattants. 2 juges donnant Holmes vainqueur, il remporte le combat et le titre de champion du monde WBC par décision partagée.

#### Holmes contre Shavers II
Holmes défend son titre en battant plusieurs adversaires avant la limite, Alfredo Evangelista et Ossie Ocasio, tous deux par KO technique en 7 reprises, sans avoir jamais été inquiété. Le 22 juin 1979, il rencontre le futur champion du monde Mike Weaver au Madison Square Garden à New-York. Holmes remportant les 3 premières reprises, Weaver réplique et touche durement son adversaire à quelques reprises dans les rounds 4 et 5. Mais Holmes reprend le contrôle du combat, envoie le challenger à terre à la fin du 11e round. Weaver reprend à l'appel du 12e mais, insuffisamment remis, Holmes l'accule dans les cordes, Weaver ne réplique pas, l'arbitre arrête le combat.
La même année, il accorde sa revanche à Earnie Shavers. Larry domine le début du combat, mais celui-ci semble basculer quand Shavers l'envoie à terre au 7e round d'un puissant crochet du droit. Holmes va pourtant récupérer et gagner les rounds suivants. Dans les rounds 10 et 11, Shavers, épuisé, le visage ensanglanté, ne se protège pratiquement plus des jabs de Holmes, qui ne se précipite pas. L'arbitre arrête le combat en fin de 11e reprise.

#### Holmes contre Ali
En 1980, Holmes défend son titre à 4 reprises dans des combats à sens unique : Contre le champion d'Europe Lorenzo Zanon qu'il envoie 2 fois à terre dans le 4e round avant de l'emporter par KO dans la 6e, l'invaincu Leroy Jones, arrêté par l'arbitre après 8 rounds, et Scott Ledoux, arrêté par l'arbitre après 7 rounds.
Enfin, il rencontre son ancien patron, Mohamed Ali, le 2 octobre 1980 au Caesar Palace. Le combat, surnommé « The Last Hurrah » est très attendu, mais il ne va pas tenir ses promesses : en effet, Ali fait son retour de trop. Ce dernier s'est plus concentré sur son poids que sur sa condition physique, il n'a plus boxé depuis deux ans, et commence à ressentir les effets de la maladie de Parkinson. Le combat va être à sens unique : Ali sera inactif durant tout le match, Holmes se contentant de marquer des points avec son jab. L'entraineur d'Ali, Angelo Dundee, refusera de le laisser reprendre à l'appel du 11e round. Holmes admettra même par la suite que bien qu'il dominât le combat, il retenait un peu ses coups par respect pour son idole et ancien employeur.
A l'issue de ce combat, Larry Holmes a enchainé 8 défenses de titre avant la limite.

#### 1981
Holmes défend trois fois supplémentaires sa ceinture en 1981. D'abord contre Trevor Berbick qu'il domine aux points, avec une forte avance sur les cartes des juges. Puis le 12 juin 1981 contre l'ancien champion du monde Leon Spinks dont il dispose en 3 rounds seulement.
Son combat suivant a lieu contre Renaldo Spines à Pittsburgh en Pennsylvanie. Holmes est grandement favori bien que Snipes soit invaincu en 22 combats et plus jeune. Holmes prend en effet rapidement de l'avance sur les cartes des juges, mais dans la 7e reprise, Snipes l'envoie à terre d'un crochet du droit. Holmes se relève vite et reprend le combat. Dans le 11e round, il accule son adversaire dans un coin et le roue de coups, l'arbitre arrête le combat. Snipes et son clan affirmeront que l'arrêt était prématuré, ce qui conduira à affrontement après le combat, obligeant la sécurité à intervenir.

#### L'Amérique divisée: Holmes contre Cooney
Originellement prévu le 15 mars mais repoussé pour cause de blessure à l'épaule de Cooney, le 11 juin 1982, Holmes rencontre le grand espoir blanc de l'époque : Gerry Cooney, invaincu en 25 combats. Il n'y a plus eu de champion du monde américain blanc depuis Rocky Marciano, et la promotion de Don King est surtout axée sur la question de la couleur. Malgré une attitude respectueuse de Cooney lui-même en interview, ce combat déchaine les passions : Holmes reçoit des menaces de mort, sa maison est vandalisée, et le Ku Klux Klan soutient Cooney. Ce combat est très attendu, à l'époque, il engrange le record de gains pour un match de boxe. Chacun des deux combattants recevra 10 millions pour ce combat. Un parterre de célébrité prend place dans les tribunes le soir du combat. Des snipers sont sur les toits en cas de débordement.
Larry Holmes remporte les deux premiers rounds, envoyant d'ailleurs Cooney à terre à la fin du second. Cooney revient dans les rounds suivants, plaçant plusieurs bons coups, travaillant beaucoup au corps. Holmes reste patient et envoie beaucoup de jabs, bientôt, l’œil de Cooney se ferme et il est coupé au nez. À la fin du 6e round, Cooney est proche d'aller au tapis une nouvelle fois. Il reste pourtant l'agresseur dans les rounds suivants, Holmes parvenant toutefois à le contrer. À 3 reprises, Cooney sera pénalisé pour coups bas. Le 10e round sera particulièrement acharné et violent, les deux hommes donnant un nombre élevé de coups. À partir de la fin du 11e round, Cooney lève le pied, reçoit de plus en plus de jabs, et touche Holmes moins souvent et moins efficacement. Ébranlé par une série de coups à la fin du 13e round, son entraineur monte sur le ring et l'arrête, Holmes conserve sa ceinture une 12e fois. Holmes et Cooney deviendront amis.

#### Holmes contre Witherspoon
Holmes défend son titre encore 4 fois. Le 26 novembre 1982, il combat Randall Cobb. Il apparaît vite que ce dernier est surpassé par le champion et les observateurs critiquent l'arbitre pour ne pas arrêter le combat plus tôt, et préserver la santé du challenger. Le combat ira néanmoins au bout des 15 rounds et s'achève par une large victoire aux points de Holmes, deux juges lui donnant tous les rounds, le troisième 14 sur 15. Holmes combat ensuite le champion d'Europe des poids lourds, le français Lucien Rodriguez. Bien qu'affichant un léger surpoids en combattant pour la première fois au-delà des 100 kilos, il domine la rencontre et ne perd aucun round sur les cartes juges.
Le 20 mai 1983, il combat Tim Witherspoon, un challenger plus jeune et invaincu en 15 combats, classé N°3 par la WBC. Donné favori à 8 contre 1, Holmes utilise surtout son jab dans les premières reprises. A quelques reprises toutefois, Witherspoon malmène le champion, notamment dans une 9e reprise très animée. Malgré la réplique du champion dans la 10e, Witherspoon se permet également de le narguer. A l'issue des 12 rounds, le visage de Holmes est visiblement tuméfié, et pour la première fois depuis sa conquête du titre en 1978, la décision des juges est partagée, l'un donnant la victoire à Witherspoon, mais les deux autres la donnent à Holmes qui conserve son titre.

### Différend avec la WBC
Après sa 16e défense de titre sans difficulté contre Scott Frank le 10 septembre 1983 (une victoire par KO à la 5e reprise), il souhaite affronter Marvis Frazier, le fils de Joe Frazier. La WBC s'y oppose et veut qu'il affronte le challenger no 1, Greg Page. Le promoteur Don King lui proposera une somme qu'il jugeait insuffisante pour affronter Page, gagnant plus d'argent en affrontant le fils Frazier. La WBC ne reconnaîtra pas ce combat (Holmes obtenant une victoire facile, mettant Frazier KO au premier round) et destituera Holmes, qui sera néanmoins nommé champion du monde de la nouvelle fédération IBF.

#### Combat avorté contre Gerrie Coetzee
Après cette victoire facile contre le fils de Joe Frazier, Larry Holmes devait ensuite normalement affronter le champion WBA des poids lourds, le sud-africain Gerrie Coetzee, pour l'unification des ceintures WBA et IBF des poids-lourds le 15 juin 1984 au Cæsars Palace à Las Vegas, dans ce qui devait être le combat de l'année 1984 mais les responsables annulèrent le combat en déclarant que les promoteurs (JPD Inc) n'avaient pas respecté les conditions financières : ils avaient promis 13 millions de dollars à Holmes et 8 millions de dollars à Coetzee mais même après avoir sérieusement réduit les bourses, ils n'avaient toujours pas l'appui financier suffisant pour assurer l'organisation.
Don King (qui était devenu promoteur de Coetzee après avoir rompu avec Holmes) avait ensuite prévu de promouvoir ce combat mais Holmes a perdu un procès intenté par l'avocat de Virginie Richard Hirschfeld (qui avait un contrat avec Holmes) lui donnant le droit de refuser l'affrontement Holmes-Coetzee. L'américain a alors renoncé et s'est concentré sur la défense de la ceinture IBF.

### Champion du monde IBF

#### Premières défenses de son titre IBF
En raison de ces différends concernant le combat contre Gerrie Coetzee, et d'une blessure de John Tate qu'il devait rencontrer le 6 avril 1984, Holmes ne combat pas pendant presque un an. Il combat finalement le futur champion du monde WBA James Smith pour sa première défense du titre IBF, le 9 novembre 1984 . Larry Holmes prend vite une importante avance sur les cartes des juges. James Smith, blessé à l'oeil, est examiné par le docteur dans le 11e round et autorisé à reprendre, mais au round suivant, il est finalement arrêté. Le 15 mars 1985, Holmes bat David Bey au 10e des 15 rounds prévus.
Le combat contre Carl « The truth » Williams le 20 mai 1985 est plus compliqué pour Holmes, qui finit le combat avec un œil fermé, son entraineur Eddie Futch déclarant que c'est la plus sévère punition qu'il ait reçu en 11 ans passés dans son coin. Holmes l'emporte toutefois par décision unanime, Carl Williams reconnaissant la victoire du champion après le combat. Larry Holmes a remporté 20 championnats du monde consécutifs.

#### Holmes contre Michael Spinks I & II
Le 21 septembre 1985, il affronte l'ancien champion du monde incontesté des poids mi-lourds Michael Spinks, qui combat pour la première fois en poids lourds. Holmes a l'occasion d'égaler le record de Rocky Marciano, de 49 victoires et aucune défaite. Pourtant, Michael Spinks va remporter le combat par décision unanime, les juges lui donnant entre 1 et 3 points d'avance sur Holmes. Cette défaite de Larry Holmes sera déclarée surprise de l'année 1985 par Ring Magazine. Battu pour la première fois, Holmes déclarera que Marciano ne pouvait même pas porter sa coquille. Cette déclaration sera très critiquée, Holmes s'en excusera par la suite.
La revanche contre Spinks, le 19 avril 1986, sera particulièrement controversée. Les juges accorderont une nouvelle fois la victoire à Michael Spinks, par décision partagée cette fois-ci, mais beaucoup d'observateurs estiment que la victoire aurait dû revenir à Holmes. Ayant critiqué les juges après sa défaite lors du combat précédent, Holmes affirmera qu'il s'agira d'une revanche de ces derniers. 3 jours après avoir fêté ses 37 ans, il décide de se retirer des rings.

### Premier come-back contre Mike Tyson
Le manager de Mike Tyson, Jim Jacobs, avait tenté d'organiser un combat contre Holmes dès 1986 après la victoire de Tyson contre Marvis Frazier, mais les négociations avaient alors avortées. Le match a finalement lieu en janvier 1988, Holmes ayant l'occasion d'obtenir les ceintures WBA, WBC et IBF. Mais il est donné perdant à 8 contre 1 car à l'exception de sa taille, il accumule les handicaps face au champion : Inactif depuis deux ans, il est pesé à 102 kilos, plus lourd que jamais durant un combat, mais il a surtout 17 ans de plus que Tyson.
Il parvient à tenir les 3 premières reprises, où les deux boxeurs échangent peu de coups et s'accrochent beaucoup. Enhardi, au début du 4e round, Holmes commence à danser, mais chute sur une droite du champion, puis une nouvelle fois sur un crochet du droit. Relevé, il tente de terminer le round, mais il tombe une 3e fois sur un nouveau crochet du droit, et perd pour la 3e fois de sa carrière, la première et unique fois par KO. Holmes se retire une nouvelle fois des rings.

### Second come-back

#### Holmes contre Holyfield
Holmes tente pourtant un nouveau retour, remontant sur le ring le 7 avril 1991. Encore alourdi, il ne se bat pas immédiatement pour un titre mondial, et bat d'abord 5 boxeurs mal classés durant l'année 1991, le plus sérieux étant Michael Greer, ancien double challenger pour le titre de champion du monde des lourds-légers. Il alterne victoires rapides par KO ou larges victoires aux points.
Le 7 février 1992, à l'âge de 42 ans, il combat l'ancien champion du monde WBO Ray Mercer , invaincu en professionnel après 18 combats. Mercer est donné favori à 4 contre 1. Mercer démarre fort le combat, mais Holmes revient progressivement sous les vivas du public. Mercer semble se fatiguer plus vite que son adversaire pourtant plus vieux, Holmes étant même l'agresseur dans les dernières reprises. Holmes l'emporte par décision unanime des juges.
Ce résultat lui permet de combattre le champion du monde incontesté des poids lourds, Evander Holyfield, le 19 juin 1992. Holyfield va prendre les commandes de la majorité du combat, pour une victoire par décision unanime des juges, sans avoir donné l'impression d'être jamais en danger, mais le combat aura été au terme des 12 rounds. Toutefois Holyfield s'était mal préparé à rencontrer Holmes, troublé par la mort de son frère cadet (son beau-frère avait été accusé du meurtre).

#### Holmes contre McCall
Holmes continue à boxer. En 1993 et 1994, il remporte 7 victoires de suite contre des boxeurs de second rang. Le 8 avril 1995, il fait face à Oliver McCall pour le titre WBC des poids lourds. À 45 ans, il affronte un adversaire bien plus jeune, réputé pour savoir encaisser les coups. Le combat sera serré, mais à l'issue des 12 rounds, les juges déclarent McCall vainqueur par décision unanime, Holmes échoue une 4e fois dans sa tentative de reconquérir le titre de champion du monde des lourds. Il ne combattra plus jamais pour un titre mondial.

#### Derniers combats
Après 4 nouvelles victoires en 1995 et 1996, il combat le Danois invaincu Brian Nielsen pour la ceinture mineure IBO, le 24 janvier 1997. La décision des juges sera partagée, mais Holmes connaitra la 6e et dernière défaite de sa carrière. Par la suite, il combattra plus rarement, montant sur le ring de plus en plus lourd. En janvier 1999, George Foreman et lui étaient censés s'affronter, l'année de leur 50e anniversaire. Mais le combat sera annulé à la suite de problèmes financiers avec le promoteur.
Le 18 juin 1999, il retrouve l'ancien champion du monde James Smith, 15 ans après leur premier affrontement, et remporte le combat par KO technique au 8e round. Le 17 novembre 2000, il bat un autre ancien champion du monde et ancien adversaire, Mike Weaver, plus de 20 ans après leur premier combat. Il livre son dernier combat le 27 juillet 2002, contre Eric Esch, surnommé Butterbean. Malgré une chute au 10e et dernier round, Holmes, âgé alors de 52 ans, sera déclaré vainqueur du combat par décision unanime avec une belle avance aux points.

## Bilan sportif
Larry Holmes détient la distinction du troisième plus long règne comme champion du monde des poids lourds (7 ans et 2 mois) et le troisième plus grand nombre de défenses de titre (20 fois) derrière Joe Louis et Wladimir Klitschko. Longtemps invaincu, il a cumulé 48 victoires d'affilée. C'est, aujourd'hui, le quatrième meilleur bilan de succès consécutifs, derrière Julio César Chávez (89), Floyd Mayweather Jr (50) et Rocky Marciano (49), avant de perdre contre Michael Spinks qui l'empêche de détrôner la série d'invincibilité de sa catégorie détenue par Marciano.

## Style
Holmes était rapide avec ses pieds et ses mains. Il était un excellent boxeur avec un très bon jab (direct) du gauche, mais sans être un super puncheur, bien qu'il ait gagné souvent par KO en amenant son adversaire au tapis par une multitude de coups. Il gagnait souvent ses combats dans les derniers rounds, grâce à sa condition physique hors du commun. Il est également allé souvent au tapis, avant de se relever pour gagner le combat.

## Distinctions
- Larry Holmes est élu boxeur de l'année en 1982 par Ring Magazine.
- Il est membre de l'International Boxing Hall of Fame depuis 2008.

## Activités extra-sportives
Larry Holmes a démontré qu'il avait le sens du business, car sa fortune est toujours considérable. Il possède de nombreuses entreprises, comme des commerces, restaurants, casinos sur internet, salles d'entraînement. Il a écrit son autobiographie « Against The Odds » (St-Martins Press, 1998), , ainsi qu'un manuel technique de boxe nommé « Larry Holmes' Boxing Tactics and Techniques », écrit en collaboration avec Roy G. Nelson.